# California (Schiff, 1907)
Die California (II) war ein 1907 in Dienst gestelltes Passagierschiff der britischen Reederei Anchor Line, das als Transatlantikliner eingesetzt wurde und Passagiere und Fracht auf der Route Glasgow–Liverpool–New York beförderte. Die California war im transatlantischen Liniendienst, bis sie am 7. Februar 1917 südwestlich von Fastnet Rock an der südirischen Küste von dem deutschen U-Boot U 85 versenkt wurde.

## Das Schiff
Das 8.662 BRT große Dampfschiff California wurde im Glasgower Stadtteil Partick im Meadowside-Dock auf der Werft D. & W. Henderson & Company gebaut und lief am 9. Juli 1906 auf dem Fluss Clyde vom Stapel. Das aus Stahl gebaute Schiff war 143,25 Meter lang, 17,77 Meter breit und hatte einen maximalen Tiefgang von 10,36 Metern. Am Tag des Stapellaufs wurde das Schiff von Anna Wylie, Lady Primrose, der Ehefrau von Sir John Ure Primrose (1847–1924), Lord Lieutenant der Grafschaft Glasgow, getauft. Die sechszylindrigen Dreifachexpansions-Dampfmaschinen von D. & W. Henderson leisteten 827 nominale Pferdestärken und ermöglichten eine maximale Geschwindigkeit von 16 Knoten. Das Schiff war mit zwei schwarzen Schornsteinen, zwei Masten und zwei Schrauben ausgestattet. Das Poopdeck war 21,3 Meter, das Brückendeck 64,9 Meter und das Vorschiff 27,7 Meter lang.

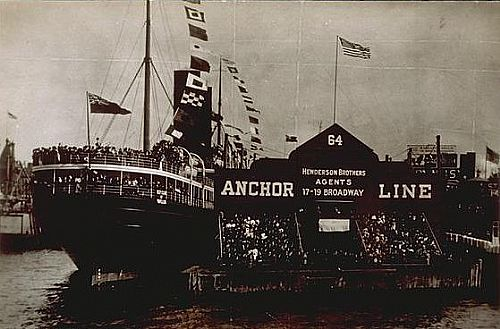
Die California im Hafen von New York, ca. 1907.

Insgesamt konnten 1214 Passagiere aufgenommen werden, davon 232 in der Ersten, 248 in der Zweiten und 734 in der Dritten Klasse. Die Räumlichkeiten der California waren mit elektrischem Licht und Kühleinrichtungen ausgestattet. Das Schiff wurde für die 1856 gegründete Schifffahrtsgesellschaft Anchor Line mit Sitz in Glasgow gebaut. Glasgow war auch der Heimathafen des Dampfers. Die California sollte den schon in die Jahre gekommenen Passagierdampfer Astoria (5.086 BRT) ersetzen, der seit 1885 konstant den Atlantik überquert hatte. Am 12. Oktober 1907 lief die California zu ihrer Jungfernfahrt von Glasgow über Liverpool nach New York aus. Auf dieser Strecke blieb sie während ihrer gesamten Dienstjahre.
Ihr erster Kapitän war James Blaikie (1861–1930), der seit 1884 bei der Anchor Line war und schon einige ihrer Schiffe geführt hatte. Er war Kommandant der 9.223 BRT großen Caledonia, dem Schwesterschiff der California, als diese am 4. Dezember 1916 im Mittelmeer durch U 65 versenkt wurde. Der U-Boot-Kommandant, Kapitänleutnant Hermann von Fischel, ließ ihn gefangen nehmen. 1911 wurden die Anchor Line und ihre Schiffe neben anderen Reedereien von der Cunard Line aufgekauft. Die California blieb auf ihrer bekannten Route im Rahmen des nordamerikanischen Anchor-Cunard-Services.

## Zwischenfälle
Am 28. Juni 1914 lief die California in dichtem Nebel mit über 1000 Passagieren an Bord bei Tory Island an der Nordwestküste Irlands auf Grund. Ihr Bug wurde eingedrückt und Wasser drang durch zwei Lecks in den Rumpf ein. Trotzdem blieb der Dampfer schwimmfähig. Drei Zerstörer der Royal Navy, darunter die HMS Swift, sowie der Ozeandampfer Cassandra der Donaldson Line nahmen die Passagiere auf und brachten sie an Land. Die California wurde ins Schlepptau genommen und am 20. August 1914 nach Glasgow gebracht, wo sie repariert wurde. Am 13. Oktober nahm sie ihren Transatlantikdienst wieder auf.
Am 13. Mai 1916 lag die California an Pier 64 auf dem Hudson River bei Manhattan vor Anker. Das Schiff wurde gerade mit neuer Fracht beladen, darunter hochexplosive Munition, die nach Liverpool gebracht werden sollte. Kurz nach 20.00 Uhr abends brach in Laderaum Nr. 1 ein Feuer aus. Die Besatzung war wegen der Munition und der dadurch bestehenden Explosionsgefahr sehr beunruhigt, aber der Hafenaufseher löste rechtzeitig Alarm aus. Innerhalb kürzester Zeit traf ein Feuerlöschboot ein, das bei der Bekämpfung des Feuers half. Kurz nach 22.30 Uhr waren die Flammen gelöscht. Da das Ereignis als Unfall angesehen wurde und der Sachschaden gering war, legte das Schiff am folgenden Morgen fahrplanmäßig ab. Wäre das Feuer nicht rechtzeitig entdeckt worden oder hätte der Hafenaufseher nicht so schnell reagiert, hätte sich möglicherweise ein ähnlicher Vorfall wie die Halifax-Explosion im Dezember 1917 ereignen können.

## Versenkung
Am Freitag, dem 12. Januar 1917 legte die California in Glasgow zu ihrer letzten Ozeanüberquerung in westlicher Richtung ab. Am Montag, dem 29. Januar 1917, verließ sie unter dem Kommando von Kapitän John L. Henderson zum letzten Mal New York. An Bord befanden sich 184 Besatzungsmitglieder und 31 Passagiere (einer in der Ersten, 19 in der Zweiten und elf in der Dritten Klasse) sowie eine gewöhnliche Ladung. Die Reisenden, die mehrheitlich aus Frauen und Kindern bestanden, waren hauptsächlich Briten und Kanadier. Die einzige Bewaffnung des Schiffs war ein am Heck montiertes 4,7-inch-Schiffsgeschütz. Am 3. Februar 1917, während die California in östlicher Richtung den Atlantik überquerte, versenkte ein deutsches U-Boot den US-amerikanischen Frachter Housatonic als erstes amerikanisches und neutrales Schiff in der erklärten Kriegszone, ein Akt, der zum Abbruch der diplomatischen Verbindungen zwischen den USA und dem Deutschen Kaiserreich führte.
Am Morgen des 7. Februar 1917 passierte der Passagierdampfer bei voller Geschwindigkeit die Südküste Irlands auf dem Weg nach Glasgow. 38 Seemeilen südwestlich des Fastnet-Felsens wurde die California von dem deutschen U-Boot U 85 unter dem Kommando von Kapitänleutnant Willy Petz gesichtet. Das Wetter war klar und die See war ruhig. Petz steuerte sein Boot in eine geeignete Angriffsposition und wartete, bis der Dampfer nah genug herangekommen war.
An Bord der California wurde U 85 gegen 09.15 Uhr am Vormittag durch seine Blasenspuren entdeckt. Kapitän Henderson befahl, das U-Boot mit Kanonenfeuer zu beschießen. Bevor dieser Befehl ausgeführt werden konnte, schoss U 85 aus weniger als 300 Metern Entfernung zwei Torpedos ab, von denen einer das Ziel verfehlte, der andere aber in die Backbordseite des Schiffes einschlug. Den Aussagen von Überlebenden zufolge wurde das Schiff durch die Wucht regelrecht in die Luft gestemmt. Eine gewaltige Wasserfontäne krachte auf das Deck. Viele Menschen wurden zu Boden gerissen. Durch die unmittelbare Explosion kamen fünf Menschen ums Leben, einige weitere wurden verletzt. Henderson ordnete augenblicklich das Verlassen des Schiffs an.
Während der Überfahrt hatte es mehrere Notfallübungen mit den Passagieren gegeben und jedem an Bord war ein Platz in einem der Rettungsboote zugewiesen worden. Daher verlief die Evakuierung Berichten zufolge relativ geordnet und ohne Panik. Es blieb jedoch zu wenig Zeit, um alle Rettungsboote ordnungsgemäß zu Wasser zu lassen. Außerdem machte das Schiff während des Sinkens immer noch Fahrt und die Schlagseite nahm stetig zu. Durch die konstante Vorwärtsbewegung kenterten mehrere Boote beim Herablassen oder wurden nach dem Aufsetzen auf das Wasser überschwemmt. Das Rauschen des eindringenden Wassers übertönte zum Teil die Befehle der Offiziere und Schreie der Passagiere. Einige Menschen sprangen über Bord und schwammen zu den Booten. Es konnte noch SOS gefunkt werden, aber neun Minuten nach dem Angriff ging die California mit dem Heck voran unter.
36 Menschen ertranken während oder nach dem Untergang des Schiffs aufgrund der verunglückten Rettungsboote. Kapitän Henderson blieb bis zuletzt auf der Kommandobrücke und ging mit seinem Schiff unter. Er kam aber wieder an die Oberfläche und wurde gerettet. Insgesamt kamen 28 Besatzungsmitglieder, darunter der Erste Offizier, der Schiffsarzt und der Zahlmeister, sowie 13 Passagiere, darunter zwei Frauen und drei Kinder, ums Leben. Die zum Teil verletzten, unterkühlten und spärlich bekleideten Überlebenden wurden von britischen Patrouillenbooten aufgenommen und gegen 20.00 Uhr abends in Queenstown an Land gebracht, wo sie der amerikanische Generalkonsul in Queenstown, Wesley Frost, betreute. Der Bootsmann John A. Lee war der einzige US-Amerikaner auf dem Schiff gewesen. Er zählte zu den Überlebenden. Die Einwohner der Stadt und das örtliche Rote Kreuz halfen mit Kleidung, Verpflegung und Unterbringung. Mindestens 30 Überlebende mussten in Krankenhäusern untergebracht werden. Der Angriff ohne Vorwarnung auf ein offensichtliches Passagierschiff und jegliches Unterlassen von Hilfeleistung seitens der U-Boot-Mannschaft sorgten für Empörung in Großbritannien.